# Vaiuru
Vaiuru es una comuna asociada de la comuna francesa de Raivavae que está situada en la subdivisión de Islas Australes, de la colectividad de ultramar de Polinesia Francesa.

## Composición
La comuna asociada de Vaiuru comprende una fracción de la isla de Raivavae y los dieciséis motus más próximos a dicha fracción:
| Comuna asociada de Vaiuru       |                  |                  |                    |
| Fracción de la isla de Raivavae | Población (2012) | Superficie (km²) | Densidad (hab/km²) |
| Vaiuru                          | 241              | -                | -                  |
| Islotes                         | Población (2012) | Superficie (km²) | Densidad (hab/km²) |
| Araoo                           | -                | -                | -                  |
| Haratahi                        | -                | -                | -                  |
| Niupapa Iti                     | -                | -                | -                  |
| Niupapa Rahi                    | -                | -                | -                  |
| Numiri Iti                      | -                | -                | -                  |
| Numiri Rahi                     | -                | -                | -                  |
| Opinui                          | -                | -                | -                  |
| Otaha 1                         | -                | -                | -                  |
| Otaha 2                         | -                | -                | -                  |
| Otaha 3                         | -                | -                | -                  |
| Otaha 4                         | -                | -                | -                  |
| Rani                            | -                | -                | -                  |
| Tou                             | -                | -                | -                  |
| Tuhau Patoru                    | -                | -                | -                  |
| Vaiamanu (Piscine)              | -                | -                | -                  |

## Demografía
| Gráfica de evolución demográfica de Vaiuru entre 1977 y 2012 |
|                                                              |

Fuente: Insee